# Elżbieta Olszewska
Elżbieta Olszewska (ur. 10 września 1979 w Reszlu) – polska piłkarka ręczna. Reprezentantka Polski, występująca na pozycji rozgrywającej.

## Życiorys
Piłkę ręczną zaczęła trenować w wieku 14 lat, jako uczennica Szkoły Podstawowej nr 1 w Reszlu. Ze szkolną drużyną zdobyła złoty medal Ogólnopolskich Igrzyskach LZS Młodzieży Szkolnej. W 1997 została zawodniczką Startu Elbląg i jeszcze jako juniorka rozpoczęła grę w zespole seniorskim. Ze Startem wywalczyła dwa brązowe medale mistrzostw Polski (1998, 1999) oraz Puchar Polski w 1999. Była czołowym strzelcem swojego zespołu, m.in. w sezonie 2001/2002 zdobyła 95 bramek, w sezonie 2002/2003 – 119 bramek, 2003/2004 – 124 bramki, w sezonie 2006/2007 – 184 bramki. W 2007 została zawodniczką MKS Zagłębie Lubin. Z tym zespołem zdobyła w 2008 brązowy medal mistrzostw Polski w 2008, wicemistrzostwo Polski w 2009 i 2010 oraz Puchar Polski w 2009. Zakończyła karierę z uwagi na kontuzje po sezonie 2009/2010.
W reprezentacji Polski seniorek wystąpiła w 14 meczach, w tym w czterech spotkaniach na turnieju w Chebie w marcu 2002 (3 bramki), dwóch spotkaniach na turnieju w Chebie w marcu 2004 (2 bramki), dwóch spotkaniach eliminacji mistrzostw świata w listopadzie 2004 (1 bramka), trzech spotkaniach na turnieju w Oradei w marcu 2005 (5 bramek) oraz trzech meczach towarzyskich na Węgrzech, w sierpniu 2007 (13 bramek). W kwietniu 2008 znalazła się także w grupie zawodniczek rezerwowych przed meczami eliminacyjnymi do mistrzostw Europy, ale ostatecznie w spotkaniach tych nie wystąpiła